# Панин, Николай Алексеевич
Николай Алексеевич Панин (1844—1918) — русский купец 1-й гильдии, промышленник и общественный деятель, почётный гражданин Ростова. Получил прозвище «гвоздильный король». Один из наиболее известных ростовских староверов рубежа XIX и XX веков.

## Биография
Николай Панин родился в 1844 году в семье купца первой гильдии. В возрасте 15 лет Николай уже начал торговать, помогая отцу, а в 23 года перенял отцовское дело по производству и продаже металлических изделий.
В 1887 году Панин купил у Мартемиана Кекишева первый в южной России гвоздильно-проволочный завод на левом берегу реки Темерник в Сычёвой балке. При новом владельце производство стало расширяться: к 1890 году численность рабочих возросла до 60 человек, а к 1912 — до 100. Благодаря успешному руководству заводом, а также высокому спросу на его товары (гвозди, различный крепёж, проволока и стальные канаты), Панин получил прозвище «гвоздильный король» — так его часто называли в местной прессе дореволюционных времён.
После Октябрьской революции 1917 года завод перешёл под контроль Донского Областного Союза потребительских обществ. В 20-х годах завод сохранил ассортимент производства. При советской власти завод переименовали в «Пролетарский молот», и позднее он стал выпускать холодильники. До настоящего времени сохранились остатки корпусов предприятия Панина со следами первых внешних изменений новых собственников. Главная контора, склад продукции и магазин располагались в одном кирпичном здании, построенном в конце XIX века с элементами русского и готического стилей, оно сохранилось и занесено в Реестр памятников истории и культуры регионального значения.
Параллельно с коммерческой деятельностью, Панин активно участвовал в общественной жизни Ростова. С 1876 по 1904 год он был гласным Городской думы. Кроме того Панин входил в состав Учётно-ссудного комитета Ростовской-на-Дону конторы Государственного банка и Учётного комитета Санкт-Петербургского международного банка, а также был членом совета Ростовского-на-Дону общества взаимного кредита. За продолжительное служение городу Панин был удостоен звания почётного гражданина города.
Панин сделал значительный вклад в работу Всероссийского братства в честь святителя Николы, которое в течение многих лет являлось руководящим органом для общин Древлеправославной Церкви. Совместно с нижегородским промышленником Н. А. Бугровым он длительное время финансировал работу Совета Братства. Совет существовал практически сугубо на их пожертвования. На III Всероссийском Съезде в благодарность за активное содействие и пожертвования Панин был избран пожизненным почётным членом Совета Братства.
В 1910 году Панин участвовал в депутации к Императору Николаю II с благодарностью царю «за милостивые указы для старообрядчества — от 17 апреля 1905 года и 17 октября 1906 года».
Панин также внёс значительный вклад в жизнь общины ростовских староверов. Он был одним из попечителей Покровского центрального городского кладбища (ныне уничтоженного), где был отдельный участок для захоронения старообрядцев. В 1912—1913 годы он за свой счёт на Канкринской улице построил кирпичный храм в честь Покрова Пресвятой Богородицы. По распространённой версии, церковь строилась по проекту московского академика архитектора В. А. Покровского. Богадельня рядом с храмом также строилась за деньги Панина.
Панин содействовал образованию, учредив специальный фонд стипендий на сумму 6600 рублей при ростовском коммерческом училище.
В собственности Панина было много недвижимости, но он вместе с семьёй жил в одноэтажном доме по улице Старопочтовой, 127 (ныне — ул. Станиславского, 79). Дом был построен в 1887 году в редком для Ростова стиле неоклассицизма. Панин купил его в июле 1900 года и, по неподтверждённой версии, подарил на свадьбу своей дочери.
Скончался Николай Панин 10 декабря 1918 года. Завещал 20 тыс. рублей на благотворительность. Похоронен был, по одной из версий, на Покровском кладбище Ростова-на-Дону. Могила его не сохранилась, так как в середине XX века советские власти построили на месте кладбища жилые дома.
В 1919 году он посмертно фигурировал в последнем гильдейском списке, который Городская управа переводила в Донскую казённую палату с перечислением купцов, выкупивших промысловые свидетельства, но не объявивших свой капитал на этот год.